# Minahasa-Sprachen
Die Minahasa-Sprachen bilden einen Zweig der malayo-polynesischen Sprachen innerhalb der austronesischen Sprachen. Die Gruppe von Sprachen wird von den Minahasa in Nordsulawesi gesprochen. Nach Zorc (1986) und Blust (1991) zählen sie zu den philippinischen Sprachen.
Einzelsprachen sind (Sneddon 1978, S. 9):
- Tonsawang
- Nord-Minahasa
  - Tontemboan
  - Nordost: Tondano, Tombulu (Minahasa), Tonsea